# 三沙市图书馆
三沙市圖書館，又称海南省圖書館三沙分館，位于中華人民共和國海南省三沙市永興島，于2018年2月14日正式開館，是中華人民共和國最南端的公共圖書館。

## 設備
- 設有三個閱覽室，2018年2月時藏有兩萬多冊圖書，亦包括有關西沙群島、中沙群島、東沙群島及南沙群島的海洋及軍事狀況的圖書專區。
- 該館率先採用中華人民共和國第二代身份證作為借閱證，持有人無需繳納押金，便可以借閱圖書[2]。若将身份证号与海南省图书馆微信服务号绑定，亦可用手机微信扫码借书[3]。